# Branko Ljubić
Branko Ljubić, hrvaški general, * 31. marec 1917, Split, † 10. maj 2007, Beograd.

## Življenjepis
Leta 1941 je vstopil v NOVJ, naslednje leto pa se je pridružil NOVJ in KPJ. Med vojno je bil med drugim poveljnik Splitskega partizanskega odreda in načelnik štaba 8. brigade.
Po vojni je končal VVA JLA, bil pomočnik načelnika uprave SSNO, vojaški ataše SFRJ, načelnik katedre VVA JLA,...